# Guanambi
Guanambi è un comune del Brasile nello Stato di Bahia, parte della mesoregione del Centro-Sul Baiano e della microregione di Guanambi.
È situata a circa 796 km da Salvador. È stata fondata nel 1919. Il clima è semi-arido, la temperatura media annuale di 22,6 °C.